# 磁标势
磁标势（英語：Magnetic scalar potential）是描述磁场性质的一个有用的辅助量，尤其是在永磁体中。
在一个单连通、没有自由电流的区域，有
{\displaystyle \nabla \times \mathbf {H} =0,}
这样，我们可以定义磁标势{\displaystyle \psi }为:194-199
{\displaystyle \mathbf {H} =-\nabla \psi .}
又因为
{\displaystyle \nabla \cdot \mathbf {B} =\mu _{0}\nabla \cdot (\mathbf {H+M} )=0,}
并且
{\displaystyle \nabla ^{2}\psi =-\nabla \cdot \mathbf {H} =\nabla \cdot \mathbf {M} .}
这里，{\displaystyle \nabla \cdot \mathbf {M} }充当了磁场的“源”，看起来就像是{\displaystyle \nabla \cdot \mathbf {P} }在电场中的角色。因此，类比束缚电荷，我们可以将
{\displaystyle \rho _{m}=-\nabla \cdot \mathbf {M} }
称为“束缚磁荷”（虽然到目前为止尚未发现有单独的磁荷存在）。
如有区域存在自由电流，则可以从总的磁场中减去自由电流的贡献，利用磁标势方法求得剩余量。

## 利用磁标势求解磁場
在靜磁學裏，描述在源電流四周的另外一個很有用的工具是磁标势。由於磁标势是一個純量，不是向量，大多數時候，使用磁标势可以使得運算更加簡便。但是，它只能使用在沒有源電流的空間。注意到靜磁學的兩個基本方程式為
{\displaystyle \nabla \times \mathbf {H} =\mathbf {J} } 、
{\displaystyle \nabla \cdot \mathbf {B} =0} ；
其中，{\displaystyle \mathbf {H} } 是磁場強度（H場）。
假設電流密度 {\displaystyle \mathbf {J} } 等於零，則 {\displaystyle \nabla \times \mathbf {H} =0} ，H場是個保守場，必定存在一個函數 {\displaystyle \psi _{m}} 滿足
{\displaystyle \mathbf {H} =-\nabla \psi _{m}} 。
稱這函數為磁标势。在真空裏或各向同性、線性、均勻的介電質裏，則可將上述定義式代入高斯磁定律，稍加編排，表示為拉普拉斯方程式的形式：
{\displaystyle \nabla ^{2}\psi _{m}=0}。
對於任意連續場 {\displaystyle \psi _{m}} ，其梯度的旋度為零。這意味著磁标势場不能存在有任何源電流。但是，實際而言，假若容許不連續線的存在於磁标势場（不連續點可以擁有兩種不同的數值），應用複分析，就可以計算源電流產生的磁場。這不連續線稱為割線（line of cut）。當用磁标势來解析靜磁學問題時，源電流必須置放於割線。

### 鐵磁性物質的磁标势
在鐵磁性物質或永久磁鐵裏，B場 {\displaystyle \mathbf {B} } 、磁化強度 {\displaystyle \mathbf {M} } 與H場 {\displaystyle \mathbf {H} } 之間的關係比較複雜：
{\displaystyle \mathbf {H} \ {\stackrel {def}{=}}\ {\frac {1}{\mu _{0}}}\mathbf {B} -\mathbf {M} } 。
應用高斯磁定律，
{\displaystyle \nabla \cdot \mathbf {B} =\mu _{0}\nabla \cdot ({\mathbf {H} +\mathbf {M} })=0} 。
立可得到
{\displaystyle \nabla ^{2}\psi _{m}=-\nabla \cdot \mathbf {H} =\nabla \cdot \mathbf {M} }。
{\displaystyle \nabla \cdot \mathbf {M} } 可以視為磁場的源電流，就好似 {\displaystyle \rho _{bound}=-\nabla \cdot \mathbf {P} } 是靜電學的束縛電荷一樣。這樣，類比束縛電荷，可以稱呼 {\displaystyle \rho _{m}=-\nabla \cdot \mathbf {M} } 為「束縛磁荷」。這樣，束縛磁荷的帕松方程式為
{\displaystyle \nabla ^{2}\psi _{m}=-\rho _{m}}。
這帕松方程式的解答為
{\displaystyle \psi _{m}(\mathbf {r} )=\ {\frac {1}{4\pi }}\int _{\mathbb {V} '}{\frac {\rho _{m}(\mathbf {r} ')}{|\mathbf {r} -\mathbf {r} '|}}\,d^{3}\mathbf {r} '} 。